# サン・ジョルジョ・イオーニコ
サン・ジョルジョ・イオーニコ（イタリア語: San Giorgio Ionico）は、イタリア共和国プッリャ州ターラント県にある、人口約1万5000人の基礎自治体（コムーネ）。

## 地理

### 位置・広がり

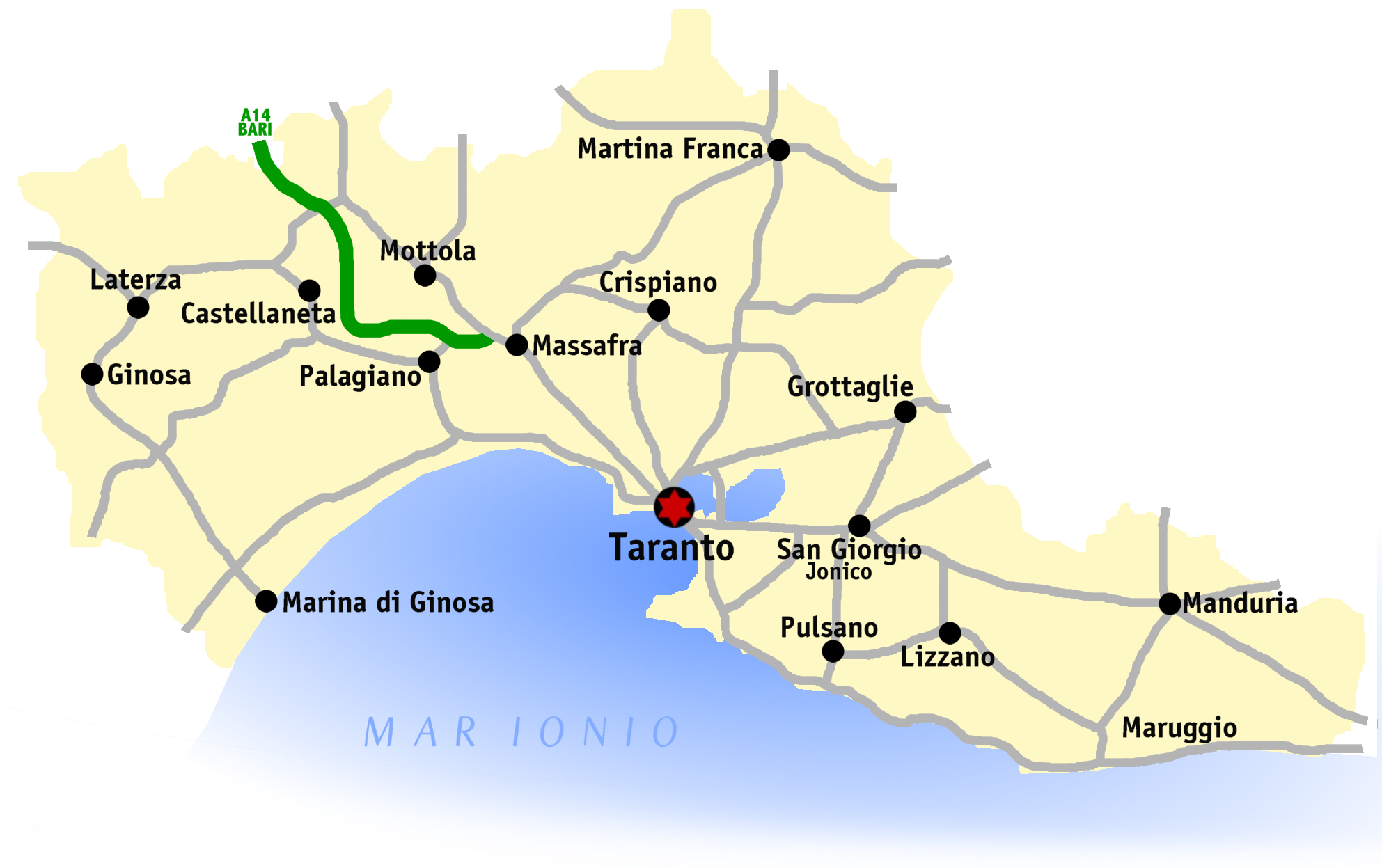
ターラント県概略図

#### 隣接コムーネ
隣接するコムーネは以下の通り。
- モンテイアージ - 北
- カロジーノ - 東
- モンテパラーノ - 南東
- ロッカフォルツァータ - 南
- ファッジャーノ - 南
- ターラント - 西

## 歴史
この地域に人々が定住するようになったのは、紀元前3世紀のことである。鉄器時代の遺物、ヘレニズム期や古代ローマの建築物、紀元前4-3世紀ごろのネクロポリスなどが見つかっている。
都市の開発は10世紀ごろに始まった。サラセン人（イスラム教徒）の侵攻から逃れたターラントの人々が、現在の聖母教会 (Chiesa Madre) の周辺に建設したのである。15世紀には、スカンデルベグに率いられた人々があらたに移住した。町の名が文書に初めて登場するのは、ようやく1522年のことである。
都市の人口は1970年代に増加した。従来の伝統的な農業とは別に、新たにサービス業・工業部門が拡大した。